# Randers FC
Randers FC este un club de fotbal din Randers, Danemarca, care evoluează în Superliga Daneză.